# Цунь (мера длины)
Цунь (кит. упр. 寸, пиньинь cùn) — наименьшая единица в традиционной китайской системе измерения расстояний:
100 цуней = 10 чи 尺 = 1 чжан 丈 (zhàng).
Аналогичные единицы, связанные теми же соотношениями, традиционно применялись и в некоторых других культурах Дальнего Востока. В частности, японские аналоги цуня, чи и чжана, названия которых в японском языке записываются теми же иероглифами, что и названия соответствующих единиц в Китае, суть
1 дзё = 10 сяку = 100 сунов.

## Цунь (китайский дюйм)
Хотя десятичное соотношение 1 чжан = 10 чи = 100 цуней оставалось постоянным на протяжении тысячелетий, абсолютные значения чи (и, соответственно цуня и чжана) менялись хронологически и географически.
В современной КНР с 1984 года чи принимается равным 1/3 метра; соответственно, цунь равен 1/30 метра ≈ 3,33 см.
В XIX — начале XX века довольно стандартными являлись приведённые в справочнике Хютте (том 1, М.-Л., 1936) следующие значения:
1 инь (чжан) =
10 чи (фут) =
100 цуней (пант) =
1000 фэней = 3,73 м.
Таким образом, по этому определению, 1 цунь = 3,73 см.

В Гонконге схожие значения мер длины применяются и сейчас: там чи определен как 14 5/8 английского дюйма, то есть 0,371475 м, соответственно, 1 гонконгский цунь = 3,71475 см.
На Тайване чи и цунь определены равными их японским аналогам (сяку и сун), то есть соответственно 10/33 и 1/33 метра (30 1/3 см, и 30 1/3 мм).

## Анатомические варианты цуня (индивидуальный цунь)
Не имеют фиксированной длины и зависят от размеров измеряемого человеческого тела. Применяются в восточной медицине, при индивидуальном изготовлении холодного оружия (см. нунчаки, эфес) и одежды.
Применение позволяет довольно точно задать размер изделий индивидуального пользования или положение точек на теле, пропорциональные размерам конкретного человека; в то же время даёт лишь приблизительное представление об абсолютных размерах (в сантиметрах, например).
Существует очень много определений цуня; фактически каждый автор даёт своё. Иногда различают «женский» и «мужской» цуни (по правой и левой руке индивидуума, соответственно). К тому же разные части тела могут измеряться разными цунями.
Методологически близкие понятия имеются и в европейской культуре — так, в русском языке известны единицы длины «в палец (в ладонь) шириной (толщиной)», «шаг», «с меня ростом» и т. п.

### Цунь по среднему пальцу
Соединить концы согнутых среднего и большого пальцев левой руки так, чтобы они образовывали кольцо. За цунь принимается расстояние между внешними концами поперечных складок у 2-й фаланги среднего пальца.

### Цунь по большому пальцу
Ширина большого пальца левой руки по линии, проходящей через угол ногтевого ложа.

### Цунь по четырём пальцам
Общая ширина 4 сомкнутых пальцев выпрямленной ладони левой руки равна 3 цуням.
(Очень большой цунь, может доходить до 10 см, иногда его делят на 4, но по-прежнему называют цунем).

### Пропорциональный цунь
Расстояние от локтевой складки до складки запястного сустава делится на 12,5 частей.
Равен цуню большого пальца.